# Angelo Tarchi
Angelo Tarchi (1759 nebo 1760? Neapol – 19. srpna 1814 Paříž) byl italský hudební skladatel.

## Život
Narodil se v Neapoli. Od roku 1771 studoval na konzervatoři Conservatorio della Piety dei Turchini pod vedením Lorenza Faga a Nicoly Sala. Jako operní skladatel debutoval v roce 1778 operou L'archetiello komponovanou na text v neapolském dialektu. V letech 1781–1785 působil převážně v Římě a v následujících letech byly jeho opery hrány také ve Florencii a Miláně. V Teatro alla Scala uvedl v roce 1783 svou první operu seria Ademira.
Tarchiho opery měly vesměs úspěch a byly uváděny i v dalších evropských městech. V prosinci roku 1787 byl jmenován hudebním ředitelem a skladatelem Královského divadla Haymarket v Londýně. Do Itálie se vrátil v roce 1791 a zůstal tam až do roku 1798, kdy odešel do Paříže. V důsledku zdravotních problémů se premiéry jeho nových oper objevovaly stále řidčeji. Poslední operu zkomponoval v roce 1802 a dále se věnoval pouze výuce zpěvu a chrámové hudbě. Zemřel v Paříži v roce 1814.

## Opery
- L'architiello (commedia per musica, 1778, Neapol)
- I viluppi amorosi (commedia per musica, libreto Pasquale Mililotti, 1778, Neapol)
- Il barbiere di Arpino (farsa, 1779, Neapol)
- Il re alla caccia (commedia per musica, libreto Pasquale Mililotti, 1780, Neapol)
- Le disgrazie fortunate (intermezzo, 1781, Řím)
- Don Fallopio (intermezzo, 1782, Řím)
- Il guerriero immaginario (intermezzo, 1783, Řím)
- Ademira (opera seria, libreto Ferdinando Moretti, 1783, Milán)
- I fratelli Pappamosca (commedia per musica, libreto Saverio Zini, 1784, Řím)
- Bacco ed Arianna (festa teatrale o cantata, libreto C. Olivieri, 1784, Turín)
- Le cose d'oggi giorno divisi in trenta tomi, tomo primo, parte prima (intermezzo, 1784, Řím)
- Il matrimonio per contrattempo (commedia per musica, 1785, Livorno)
- Mitridate re di Ponto (dramma per musica, 1785, Řím)
- L'Arminio (dramma per musica, libreto Ferdinando Moretti, 1785, Mantova)
- Ifigenia in Aulide (dramma per musica, libreto Apostolo Zeno, 1785, Padova)
- Virginia (dramma per musica, 1785, Florencie)
- Ariarate (dramma per musica, libreto Ferdinando Moretti, 1786, Milán)
- Ifigenia in Tauride (dramma per musica, libreto Marco Coltellini, 1786, Benátky)
- Publio (dramma per musica, libreto Agostino Piovene, 1786, Florencie)
- Demofoonte (dramma per musica, libreto Pietro Metastasio, 1786, Turín)
- Il trionfo di Clelia (dramma per musica, libreto Pietro Metastasio, 1786, Turín)
- Melite riconosciuta (dramma per musica, libreto Gaetano Roccaforte, 1787, Řím)
- Il conte di Saldagna (tragedia, libreto Ferdinando Moretti, 1787, Milán)
- Le nozze di Figaro (commedia per musica, libreto Lorenzo da Ponte, 1787, Řím)
- Antioco (dramma per musica, libreto Ferdinando Moretti, 1787, Milán)
- Demetrio (dramma per musica, libreto Pietro Metastasio, 1787, Milán)
- Artaserse (dramma per musica, libreto Pietro Metastasio, 1788, Mantova)
- Le due rivali (commedia per musica, 1788, Řím)
- Alessandro nelle Indie (dramma per musica, libreto Pietro Metastasio, 1788, Milán)
- Il disertore francese (commedia per musica, libreto B. Benincasa, 1789,)
- Ezio (dramma per musica, libreto Pietro Metastasio, 1789, Vicenza)
- Giulio Sabino (dramma per musica, libreto Pietro Giovannini, 1790, Turín)
- Il cavaliere errante (dramma eroicomico, 1790, Paříž)
- Lo spazzacamino principe (commedia per musica, libreto Giuseppe Carpani, 1790, Monza)
- L'apoteosi d'Ercole (dramma per musica, libreto Mattia Botturini, 1790, Benátky)
- La finta baronessa (commedia per musica, libreto Filippo Livigni, 1790, Neapol)
- Tito Manlio (dramma per musica, libreto Gaetano Roccaforte, 1791, Řím)
- Don Chisciotte (commedia per musica, 1791, Paříž)
- L'Olimpiade (dramma per musica, libreto Pietro Metastasio, 1792, Řím)
- Andrasto re d'Egitto (dramma per musica, libreto Giovanni De Gamerra, 1792, Milán)
- La morte di Nerone (dramma per musica, 1792, Milán a Florencie)
- Dorval e Virginia (dramma prosa e musica, libreto di Giuseppe Maria Foppa, 1793, Benátky)
- Le Danaidi (dramma per musica, libreto Gaetano Sertor, 1794, Milán)
- L'impostura poco dura (commedia per musica, 1795, Milán)
- Ciro riconosciuto (dramma per musica, libreto Pietro Metastasio, 1796, Piacenza)
- La congiura pisoniana (dramma per musica, libreto Francesco Saverio Salfi, 1797, Milán)
- Le cabriolet jaune ou Le phénix d'Angoulême (opéra cominque, libreto J. A. de Ségur, 1798, Paříž)
- Aurore de Gusman (opéra comique, 1799, Paříž)
- Le général suédois (opéra comique, 1799, Paříž)
- Le trente et quarante (opéra comique, libreto A. Duval, 1799, Paříž)
- D'auberge en auberge ou Les préventions (opéra comique, E. Mercier-Dupaty, 1800, Paříž)
- Une aventure de M. de Sainte-Foix ou Le coup d'épée (opéra comique, libreto A. Duval, 1802, Paříž)
- Astolphe et Alba ou A quoi la fortune (opéra comique, libreto di J. A. de Ségur, 1802, Paříž)